# Велико Цртаво
Велико Цртаво је планина, надморске висине 867 метара, налази се у југоисточном делу Србије на граници  општина Бабушница  и Власотинце. 
Планина је пирамидалног облика иналази се недалеко од пута Бабушница – Власотинце - Лесковац на обали реке Лужнице. Надвисује села: Модра Стена, Мезграја, Алексине, Пржојне и неколико засеока села Свођа. Врх је уочљив из већег дела Заплања и са врха Суве Планине. Планина се види између осталог из: Великог Боњинца, Малог Боњинца и Завидинца.
Недалеко од планине налазе се мање планине, северо-западно,  Шетујовац надморске висине 634 метара и Мало Цртаво надморске висине 698 метара.

## Легенде
О Великом Цртаву постоје разне легенде, у локалном становништву, а једна је да су планину насељавала разна племена и пре доласка Варвара и да су имала неку врсту свог водовода али и подземне ходнике-саобраћајнице. 